# Como tú no hay dos (canción)
Como tú no hay dos es una canción de la actriz y cantante Thalia en colaboración con la cantante y reguetonera mexicana-estadounidense Becky G, incluida en su duodécimo album de estudio Amore mio.  Este es el segundo sencillo del album de Thalía.

## Composición y lanzamiento
Fue compuesta por Andy Clay, el productor musical Matheus10 y Rassel Marcano y producida solamente por Armando Ávila en esta ocasión.

## Vídeo musical
El vídeo fue lanzado en su canal VEVO en YouTube de la cantante el día 19 de marzo del 2015 obteniendo más de 20 millones de vistas en sus primeras semanas del lanzamiento.  

### Trama
El vídeo musical es de temática selvática parecido al vídeo de la canción 'Waiting for Tonight' de la cantante Jennifer Lopez; en donde cantan y bailan junto con muchos otros bailarines.

## Posicionamiento en listas
| Listas (2015)                                | Mejor posición |
| -------------------------------------------- | -------------- |
| US Latin Pop Digital Songs Sales (Billboard) | 24             |
| Estados Unidos (Latin Pop Airplay)           | 20             |
| US (Monitor Latino)                          | 10             |

## Historial de lanzamiento
| Región | Fecha              | Formato                     | Discográfica     | Ref. |
| ------ | ------------------ | --------------------------- | ---------------- | ---- |
| México | 7 de enero de 2015 | Descarga digital, Streaming | Sony Music Latin |      |